# Leiocephalus inaguae
Leiocephalus inaguae är en ödleart som beskrevs av Cochran 1931. Leiocephalus inaguae ingår i släktet rullsvansleguaner och familjen Tropiduridae. Inga underarter finns listade i Catalogue of Life.
Arten förekommer i Bahamas. Honor lägger ägg.